# 瑠璃豊美
瑠璃 豊美（るり とよみ、1924年5月3日-2015年1月25日）は元宝塚歌劇団娘役（元星組副組長）の人物である。兵庫県姫路市出身。尾道市立筒湯小学校（現・尾道市立久保小学校）出身。宝塚歌劇団時代の公称身長は156cm。宝塚歌劇団時代の愛称はテルコさん。

## 来歴・人物
1937年、27期生として、宝塚音楽歌劇学校（現在の宝塚音楽学校）に入学し、宝塚少女歌劇団（現在の宝塚歌劇団）に入団。当時は入学=入団で学校と劇団は一体であった。宝塚入団時の成績は93人中62位。
初舞台公演演目は1939年4月の『宝塚花物語』。
1984年、宝塚歌劇団を退団。最終出演は宝塚バウホール公演の『花供養』である。

## 宝塚歌劇団時代の主な舞台出演
- 『ファイン・ロマンス』（花組）（1947年1月1日 - 1月30日、宝塚大劇場）
- 『マノン・レスコオ』（花組）（1947年4月1日 - 4月29日、宝塚大劇場）
- 『ワンダフル・ハリディ』（花組）（1949年5月11日 - 5月30日、宝塚大劇場）
- 『嵐の姉妹』『クリスマス・ホリデー』（月組）（1956年12月2日 - 12月26日、宝塚大劇場）
- 『千姫』- 淀の方 役（星組）（1968年10月1日 - 10月30日、宝塚大劇場）
- 『我が愛は山の彼方に』- 柳花 役（星組）（1971年8月27日 - 9月28日、宝塚大劇場）
- 『花の若武者』- 常盤御前 役（星組）（1972年11月2日 - 11月30日、宝塚大劇場）
- 『この恋は雲の涯まで』- オサヤ 役（星組）（1973年8月29日 - 9月27日、宝塚大劇場）
- 『ベルサイユのばら』- マリア・テレジア 役（月組）（1974年8月29日 - 9月26日、宝塚大劇場）
- 『ベルサイユのばら～アンドレとオスカル～』- ジャルジェ夫人 役（花組）（1975年7月3日 - 8月12日、宝塚大劇場）
- 『ベルサイユのばら』- ジャルジェ夫人 役（雪組）（1975年8月13日 - 9月30日、宝塚大劇場）
- 『風と共に去りぬ』- メリウェザー夫人 役（星組）（1977年5月12日 - 6月28日、宝塚大劇場）
- 『風と共に去りぬ』- メリウェザー夫人 役（雪組）（1978年1月1日 - 2月14日、宝塚大劇場）
- 『風と共に去りぬ』- ミード夫人 役（花組）（1978年2月16日 - 3月22日、宝塚大劇場）
- 『彷徨のレクイエム』- ヘンドリコーバ伯爵夫人/皇太后 役（雪組）（1981年5月15日 - 6月23日、宝塚大劇場）
- 『うたかたの恋』- ヴェッツェラ男爵夫人 役（雪組）（1983年5月13日 - 6月21日、宝塚大劇場）
- 『花供養』 - 冴月 役（専科）（1984年3月31日 - 4月10日：宝塚バウホール）

## ドラマ出演
- 『朧夜狐』（KTV）
- 『金連と陽博士』（1957年7月1日、NHK）
- 『可愛い仲人』（1958年8月14日、朝日放送）